# Rhinoneura
Rhinoneura is een geslacht van libellen (Odonata) uit de familie van de Chlorocyphidae (Juweeljuffers).

## Soorten
Rhinoneura omvat 2 soorten:
- Rhinoneura caerulea Kimmins, 1936
- Rhinoneura villosipes Laidlaw, 1915